# 131-й гвардейский штурмовой авиационный полк
131-й гварде́йский штурмово́й авиацио́нный полк— воинская часть Вооружённых сил СССР в Великой Отечественной войне.

## Полное наименование
131-й гвардейский Будапештский о́рдена Суворова штурмовой авиационный полк

## Наименование полка
В различные годы своего существования полк имел наименования:
- 704-й ближнебомбардировочный авиационный полк
- 704-й ночной бомбардировочный авиационный полк
- 704-й штурмовой авиационный полк
- 131-й гвардейский штурмовой Будапештский ордена Суворова авиационный полк
- 816-й гвардейский штурмовой Будапештский ордена Суворова авиационный полк (с 10.01.1949 г.)

## История
Формировался как 704-й ночной бомбардировочный авиационный полк с ноября 1941 года, имел на вооружении самолёты У-2. В составе действующей армии с 21 декабря 1941 по 18 марта 1942, как ночной бомбардировочный и с 12 ноября 1942 по 3 сентября 1943 года, как штурмовой.
В декабре 1941 года прибыл в распоряжение Волховского фронта, базировался на аэродроме близ Малой Вишеры.
Зимой и весной 1942 года, участвует в Любанской операции, действует в районе Новгорода, Спасской Полисти, Мясного Бора, Киришей, Шимска, ведёт ночные бомбардировки, включая разлив зажигательной смеси, доставляет в окружённую 2-ю ударную армию боеприпасы, продукты, медикаменты, обратно вывозит раненых. Действовал по Волхову до марта 1942 года, после чего отведён на переформирование в Ижевск.
В начале марта полк прибыл в Ижевск в состав 34-го запасного авиаполка 9-й запасной авиабригады ВВС Приволжского военного округа. С 15 мая после переформирования в штурмовой авиаполк и укомплектования начал переучивание на Ил-2. К 18 августа 1942 года закончил переучивание и убыл в состав 3-й авиационной бригады РВГК в Балашов, где получил материальную часть.
10 ноября 1942 года направлен на Калининский фронт, базировался в 20 километрах восточнее города Осташкова, действует с 4 по 26 декабря 1942 года в частности в районе Ржев, Белый, Оленино.
28 декабря 1943 года полк в составе дивизии 232-й шад переброшен под Ленинград, где в январе 1943 года принимает участие в операции «Искра». Действуя с полевого аэродрома Гремячево, немного южнее железнодорожной станции Будогощи поддерживал войска 2-й ударной армии.
В феврале 1943 года полк привлекался для участия в Красноборско-Смердынской операции, действует по линии фронта Смердыня — Басино — южный берег реки Тигода, ведёт штурмовку в районе Макарьевской Пустыни. 23 февраля 1943 года возвращён на Калининский фронт, где находился в резерве фронта до июня 1943 года.
В начале июня 1943 года полк передан на Западный фронт, где с 7 августа 1943 года полк активно действовал на ельнинском и спас-деменском направлениях, поддерживая 10-ю гвардейскую и 33-ю армию.
Приказом НКО СССР № 265 от 3 сентября 1943 года и Директивой Генштаба №. Орг/10/138919 от 4 сентября 1943 года преобразован в 131-й гвардейский штурмовой авиационный полк.
Наименование 816-й гвардейский штурмовой авиационный полк получил 10.01.1949 года.

## Командиры
- гвардии подполковник Простаков Сергей Федотович
- Гвардии майор Давыдов Борис Иванович
- Гвардии майор Герб Владимир Фридрихович [4]

## В действующей армии
В составе действующей армии:
- с 3 сентября 1943 года по 4 января 1944 года, всего 123 дня
- с 10 апреля 1944 года по 11 мая 1945 года, всего 396 дней,

Итого — 519 дней

## Подчинение
| Период          | Фронт (округ)            | армия                | корпус                                        | дивизия                                       | примечание         |
| Дата            | Фронт (округ)            | армия                | Корпус                                        | Дивизия                                       | Примечания         |
| --------------- | ------------------------ | -------------------- | --------------------------------------------- | --------------------------------------------- | ------------------ |
| 01.11.1941 года | Резерв Ставки ВГК        | 26-я армия           | -                                             | -                                             | -                  |
| 01.12.1941 года | Резерв Ставки ВГК        | 26-я армия           | -                                             | -                                             | -                  |
| 01.01.1942 года | Волховский фронт         | 2-я ударная армия    | -                                             | -                                             | -                  |
| 01.02.1942 года | Волховский фронт         | 2-я ударная армия    | -                                             | -                                             | -                  |
| 01.03.1942 года | Волховский фронт         | 2-я ударная армия    | -                                             | -                                             | -                  |
| 01.04.1942 года | Резерв Ставки ВГК        | -                    | -                                             | -                                             | -                  |
| 01.05.1942 года | Московский военный округ | -                    | -                                             | -                                             | -                  |
| 01.06.1942 года | Московский военный округ | -                    | -                                             | -                                             | -                  |
| 01.07.1942 года | Московский военный округ | -                    | -                                             | -                                             | -                  |
| 01.08.1942 года | Московский военный округ | -                    | -                                             | -                                             | -                  |
| 01.09.1942 года | Московский военный округ | -                    | -                                             | -                                             | -                  |
| 01.10.1942 года | Резерв Ставки ВГК        | -                    | -                                             | -                                             | -                  |
| 01.11.1942 года | Резерв Ставки ВГК        | -                    | 2-й штурмовой авиационный корпус              | 232-я штурмовая авиационная дивизия           | -                  |
| 01.12.1942 года | Калининский фронт        | 3-я воздушная армия  | 2-й штурмовой авиационный корпус              | 232-я штурмовая авиационная дивизия           | -                  |
| 01.01.1943 года | Волховский фронт         | 14-я воздушная армия | -                                             | 232-я штурмовая авиационная дивизия           | -                  |
| 01.02.1943 года | Волховский фронт         | 14-я воздушная армия | -                                             | 232-я штурмовая авиационная дивизия           | --                 |
| 01.03.1943 года | Калининский фронт        | 3-я воздушная армия  | 2-й штурмовой авиационный корпус              | 232-я штурмовая авиационная дивизия           | -                  |
| 01.04.1943 года | Калининский фронт        | 3-я воздушная армия  | 2-й штурмовой авиационный корпус              | 232-я штурмовая авиационная дивизия           | -                  |
| 01.05.1943 года | Калининский фронт        | 3-я воздушная армия  | 2-й штурмовой авиационный корпус              | 232-я штурмовая авиационная дивизия           | -                  |
| 01.06.1943 года | Калининский фронт        | 3-я воздушная армия  | 2-й штурмовой авиационный корпус              | 232-я штурмовая авиационная дивизия           | -                  |
| 01.07.1943 года | Западный фронт           | 1-я воздушная армия  | 2-й штурмовой авиационный корпус              | 232-я штурмовая авиационная дивизия           | -                  |
| 01.08.1943 года | Западный фронт           | 1-я воздушная армия  | 2-й штурмовой авиационный корпус              | 232-я штурмовая авиационная дивизия           | -                  |
| 01.09.1943 года | Западный фронт           | 1-я воздушная армия  | 2-й штурмовой авиационный корпус              | 232-я штурмовая авиационная дивизия           | -                  |
| 06.09.1943 года | Западный фронт           | 1-я воздушная армия  | 2-й штурмовой авиационный корпус              | 7-я гвардейская штурмовая авиационная дивизия | Смоленская область |
| 24.03.1944 года | Западный фронт           | 1-я воздушная армия  | 2-й штурмовой авиационный корпус              | 7-я гвардейская штурмовая авиационная дивизия | Румыния            |
| 16.10.1944 года | -                        | 17-я воздушная армия | 2-й штурмовой авиационный корпус              | 7-я гвардейская штурмовая авиационная дивизия | Венгрия            |
| 08.04.1945 года | -                        | 17-я воздушная армия | 3-й гвардейский штурмовой авиационный корпус  | 7-я гвардейская штурмовая авиационная дивизия | Австрия            |
| 06.07.1945 года | -                        | 17-я воздушная армия | 3-й гвардейский штурмовой авиационный корпус  | 7-я гвардейская штурмовая авиационная дивизия | Австрия            |
| 01.01.1947 года | Южная группа войск       | 17-я воздушная армия | 3-й гвардейский штурмовой авиационный корпус  | 7-я гвардейская штурмовая авиационная дивизия | -                  |
| 01.01.1948 года | Южная группа войск       | 17-я воздушная армия | 3-й гвардейский штурмовой авиационный корпус  | 5-я гвардейская штурмовая авиационная дивизия | -                  |
| 20.02.1949 года | -                        | 48-я воздушная армия | 63-й гвардейский штурмовой авиационный корпус | 5-я гвардейская штурмовая авиационная дивизия | -                  |

9 мая 1945 года полк встретил на аэродроме ХХХ (Австрия)

## Участие в операциях и битвах
- Смоленская стратегическая наступательная операция «Суворов» с 7 августа 1943 года по 2 октября 1943 года
  - Ельнинско-Дорогобужская наступательная операция с 28 августа 1943 года по 6 сентября 1943 года
  - Смоленско-Рославльская Операция с 15 сентября 1943 года по 2 октября 1943 года
- Наступательная операция на Оршанском направлении, с 12 октября 1943 года по 2 декабря 1943 года
- Ясско-Кишиневская операция с 20 августа 1944 года по 29 августа 1944 года
- Дебреценская операция с 6 октября 1944 года по 28 октября 1944 года
- Бухарестско-Арадская наступательная операция с 30 августа 1944 года по 3 октября 1944 года
- Будапештская стратегическая наступательная операция с 29 октября 1944 года по 13 февраля 1945 года
  - Кечкемет-Будапештская наступательная операция с 19 октября 1944 года по 10 декабря 1944 года
  - Сольнок-Будапештская наступательная операция с 19 октября 1944 года по 10 декабря 1944 года
  - Ньиредьхаза-Мишкольцкая наступательная операция с 1 ноября 1944 года по 31 декабря 1944 года
  - Эстергом-Комарновская наступательная операция с 20 декабря 1944 года по 15 января 1945 года
  - Штурм Будапешта с 27 декабря 1944 года по 13 февраля 1945 года
- Венская стратегическая наступательная операция с 13 марта 1945 года по 15 апреля 1945 года
  - Дьерская наступательная операция с 13 марта 1945 года по 4 апреля 1945 года
- Пражская наступательная операция с 6 мая 1945 года по 11 мая 1945 года
  - Йиглаво-Бенешовская наступательная операция с 6 мая 1945 года по 11 мая 1945 года
- Банска-Быстрицская наступательная операция с 16 февраля 1945 года по 8 мая 1945 года
- Братиславско-Брновская наступательная операция с 25 марта 1945 года по 5 мая 1945 года

## Боевые награды полка
| Награда                           | Дата          | За что получена |
| --------------------------------- | ------------- | --- |
| Советская гвардия                 | 03.09.1943    | За проявленную отвагу в боях за Отечество с немецкими захватчиками, стойкость и проявленный при этом героизм Приказом НКО СССР № 265 от 03.09.1943 г. полк переименован в 131-й гвардейский штурмовой авиационный полк                                        |
| Орден Суворова III степени — 25px | 17.05.1945 г. | За образцовое выполнение заданий командования в боях с немецкими захватчиками за овладение городом Братислава и проявленные при этом доблесть и мужество Указом Президиума Верхвоного Совета СССР от 17 мая 1945 года полк награждён орденом Красного Знамени |

## Почётные наименования
- Почётное наименование «Будапештский» полк получил в феврале 1945 г. Приказом ВГК За отличные боевые действия в Будапештской операции

## Герои Советского Союза и Российской Федерации
- Клевцов Иван Васильевич, гвардии лейтенант, заместитель командира эскадрильи 131-го гвардейского штурмового авиационного полка 7-й гвардейской штурмовой авиационной дивизии 3-го гвардейского штурмового авиационного корпуса 5-й Воздушной армии Указом Президиума Верховного Совета СССР 15 мая 1946 года удостоен звания Герой Советского Союза. Золотая Звезда № 9020
- Латыпов Куддус Канифович — Командир звена 187-го гвардейского штурмового авиационного полка 232-й шад (12-й гвардейской шад), ранее проходил службу лётчиком 704-го ночного бап
- Никитин Михаил Егорович, гвардии старший лейтенант, командир эскадрильи 131-го гвардейского штурмового авиационного полка 7-й гвардейской штурмовой авиационной дивизии 3-го гвардейского штурмового авиационного корпуса 5-й Воздушной армии Указом Президиума Верховного Совета СССР 15 мая 1946 года удостоен звания Герой Советского Союза. Золотая Медаль № 8993
- Зубов, Виктор Петрович, гвардии подполковник в отставке, бывший командир звена 131-го гвардейского штурмового авиационного полка. Указом Президента Российской Федерации от 15 апреля 1995 года удостоен звания Героя Российской Федерации

## Память
- в посёлке Лебяжьем Ленинградской области установлен памятник «Защитникам ленинградского неба». На постаменте на центральной улице посёлка — Приморской улице, установлен самолёт Ил-2 (заводской номер 5370). Самолёт Ил-2 был найден в 1978 году на дне озера Белое у деревни Костуя аквалангистами ДОСААФ, после чего был поднят на поверхность вместе с останками членов его экипажа. Самолёт был восстановлен силами преподавателей и курсантов Ломоносовского военного авиационно-технического училища и установлен на территории училища. Установлено, что это самолёт принадлежал 704-му штурмовому авиаполку 232-й штурмовой авиадивизии, пропал без вести 18 февраля 1943 года в ходе выполнения боевого задания во время Операции «Искра» по прорыву Блокады Ленинграда. Установлен экипаж: летчик младший лейтенант Виктор Николаевич Шишковец и воздушный стрелок младший сержант Василий Фёдорович Данилов. Экипаж был торжественно захоронен 22 августа 1979 года на мемориале «Берёзовая Аллея» в городе Любани[7].